# 神宮寺 (名古屋市の町名)
神宮寺（じんぐうじ）は、愛知県名古屋市港区の町名。現行行政地名は神宮寺一丁目及び神宮寺二丁目。住居表示未実施。

## 地理
名古屋市港区の中央部に位置し、東は善南町・善進町・宝神町、西は宝神町、南は宝神に接する。

## 歴史
江戸期には当地周辺に神宮寺新田が存在していた。神宮寺新田は文化14年（1817年）に開拓された新田で、のちの宝神新田の一部である。

### 町名の由来
宝神町の字神宮寺前より命名。神宮寺の名は神宮寺新田に由来し、新田開拓申請の際に、熱田神宮寺（愛染院・不動院・医王院、いずれも廃寺）の名義を借りたことによる。

### 沿革
- 1981年（昭和56年）6月21日 - 港区宝神町の一部より、同区神宮寺二丁目が成立[1]。
- 1986年（昭和60年）6月15日 - 善南町・宝神町・十一屋町・惟信町・甚兵衛通の各一部より、神宮寺一丁目が成立。惟信町・宝神町・甚兵衛通・多加良浦町の各一部を一丁目へ編入[1]。

## 世帯数と人口
2019年（平成31年）3月1日現在の世帯数と人口は以下の通りである。
| 丁目         | 世帯数  | 人口  |
| ------------ | ------- | ----- |
| 神宮寺一丁目 | 141世帯 | 318人 |
| 神宮寺二丁目 | 266世帯 | 536人 |
| 計           | 407世帯 | 854人 |

### 人口の変遷
国勢調査による人口の推移
| 1995年（平成7年）  | 849人 | [ 9 ]  |  |
| 2000年（平成12年） | 863人 | [ 10 ] |  |
| 2005年（平成17年） | 921人 | [ 11 ] |  |
| 2010年（平成22年） | 862人 | [ 12 ] |  |
| 2015年（平成27年） | 850人 | [ 13 ] |  |

## 学区
市立小・中学校に通う場合、学校等は以下の通りとなる。また、公立高等学校に通う場合の学区は以下の通りとなる。なお、小学校は学校選択制度を導入しておらず、番毎で各学校に指定されている。
| 丁目         | 小学校                                      | 中学校               | 高等学校 |
| ------------ | ------------------------------------------- | -------------------- | -------- |
| 神宮寺一丁目 | 名古屋市立神宮寺小学校                      | 名古屋市立宝神中学校 | 尾張学区 |
| 神宮寺二丁目 | 名古屋市立神宮寺小学校 名古屋市立港西小学校 | 名古屋市立宝神中学校 | 尾張学区 |

## 交通
- 国道23号（名四国道）

## 施設

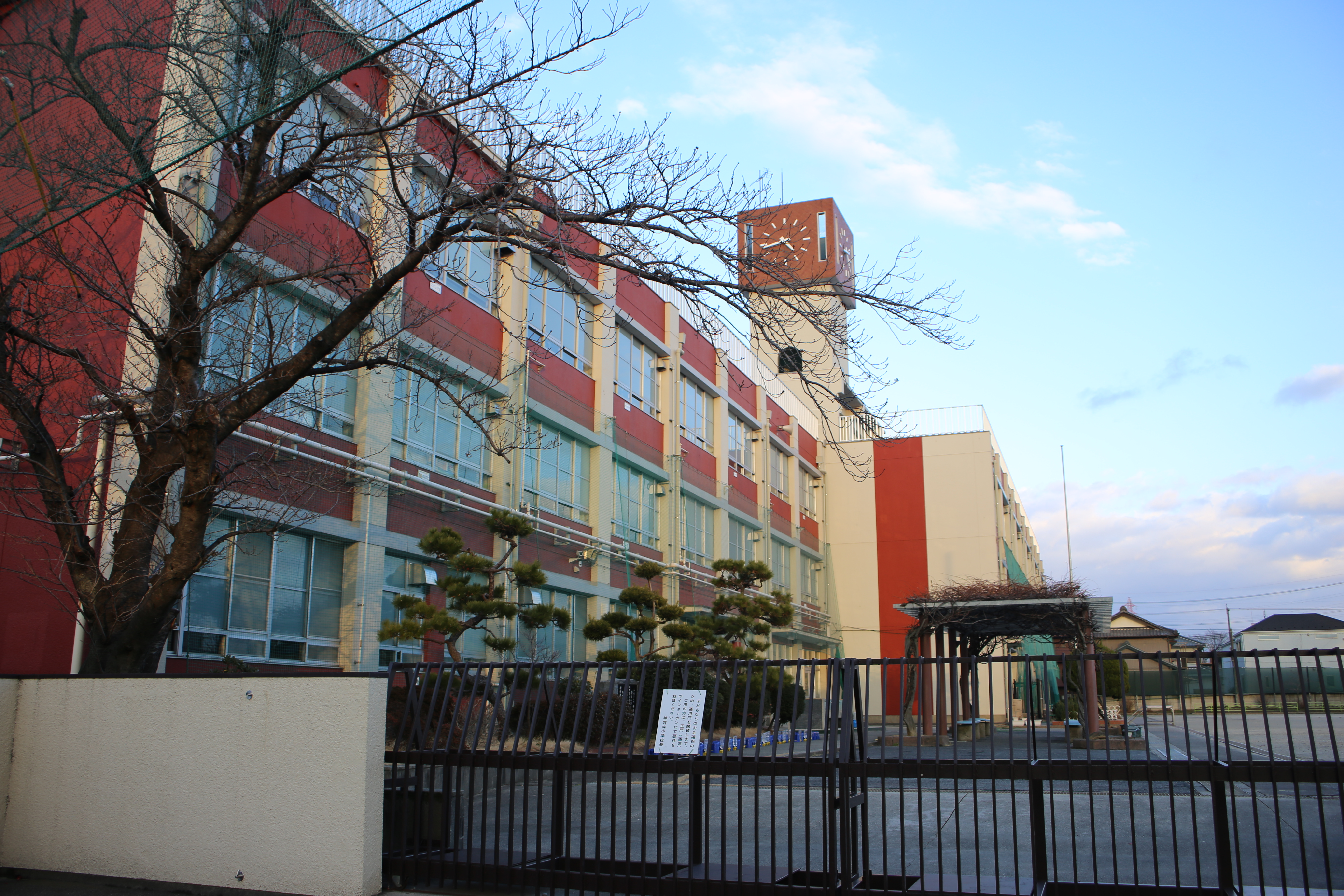
名古屋市立神宮寺小学校
- 港警察署 宝神交番

- 名古屋市立神宮寺小学校

## その他

### 日本郵便
- 郵便番号 : 455-0834[4]（集配局：名古屋港郵便局[16]）。